# Eremotylus curvinervis
Eremotylus curvinervis là một loài tò vò trong họ Ichneumonidae.